# RFU Championship 2019-20
La RFU Championship 2019-20, conocida por razones de patrocinio como Greene King IPA Championship, fue la trigésima tercera edición del torneo de segunda división de  rugby  de Inglaterra.
El campeón fue el equipo de Newcastle Falcons quienes fueron declarados campeones con siete fechas de anticipación luego de que el campeonato fuera suspendido debido a la pandemia de coronavirus.

## Sistema de disputa
La temporada regular del Championship va de septiembre a mayo y consta de 22 jornadas, en las que cada club juega contra su rival en casa y fuera. Durante un partido del Championship, los puntos que recibe cada equipo para la clasificación de la liga pueden ser ganados de varias formas distintas:
- 4 puntos por una victoria.
- 2 puntos por un empate.
- 1 punto de bonus por perder por 7 puntos o menos.
- 1 punto de bonus por marcar 4 tries o más en un partido.
- 0 puntos por una derrota.

Tras las 22 jornadas de la temporada regular, el equipo que obtiene el primer puesto, se corona como campeón del torneo, además asciende directamente a la Premiership.
Mientras que el último lugar desciende directamente a la National League 1, tercera categoría del rugby de Inglaterra.

## Clasificación
| Pos. | Equipo              | Encuentros | Encuentros | Encuentros | Encuentros | Tantos | Tantos | Tantos | PB | PB | Puntos |
| Pos. | Equipo              | PJ         | PG         | PE         | PP         | F      | C      | Dif    | BO | BD | Puntos |
| ---- | ------------------- | ---------- | ---------- | ---------- | ---------- | ------ | ------ | ------ | -- | -- | ------ |
| 1.º  | Newcastle Falcons   | 15         | 15         | 0          | 0          | 486    | 151    | +335   | 11 | 0  | 71     |
| 2.º  | Ealing Trailfinders | 14         | 11         | 1          | 2          | 491    | 253    | +238   | 7  | 0  | 53     |
| 3.º  | Cornish Pirates     | 15         | 11         | 0          | 4          | 377    | 234    | +143   | 6  | 2  | 52     |
| 4.º  | Coventry RFC        | 15         | 8          | 1          | 6          | 399    | 318    | +81    | 6  | 4  | 44     |
| 5.º  | Ampthill RUFC       | 15         | 8          | 1          | 6          | 368    | 399    | -31    | 6  | 0  | 40     |
| 6.º  | Jersey Reds         | 14         | 6          | 0          | 8          | 320    | 350    | -30    | 5  | 3  | 32     |
| 7.º  | Nottingham RFC      | 13         | 6          | 0          | 7          | 293    | 233    | +60    | 4  | 3  | 31     |
| 8.º  | Bedford Blues       | 15         | 6          | 0          | 9          | 253    | 325    | -72    | 3  | 4  | 31     |
| 9.º  | Doncaster Knights   | 15         | 6          | 0          | 9          | 268    | 351    | -83    | 3  | 1  | 28     |
| 10.º | Hartpury            | 14         | 4          | 0          | 10         | 225    | 317    | -92    | 3  | 5  | 24     |
| 11.º | London Scottish     | 13         | 3          | 1          | 9          | 226    | 288    | -62    | 3  | 5  | 22     |
| 12.º | Yorkshire Carnegie  | 13         | 0          | 0          | 13         | 166    | 647    | -481   | 1  | 0  | 1      |

|  | Campeón, asciende a la Premiership 2020-21. |
|  | Desciende a la National 1 2020-21.          |

| Bandera de Inglaterra     |
| Campeón Newcastle Falcons |
| Tercer título             |